# Hessen-Kassel
Landgrevskabet Hessen-Kassel (tysk: Landgrafschaft Hessen-Kassel) var en småstat, et landgrevskab i Tyskland, der eksisterede fra 1567 til 1803, hvor det blev ophøjet til Kurfyrstendømmet Hessen, almindeligvis omtalt som Kurhessen. Dets uregelmæssigt formede hovedland lå overvejende i den nordlige del af den nuværende tyske delstat Hessen. Landgrevskabet var et rigsumiddelbart territorium i Det Tysk-romerske rige og blev regeret af en sidelinje af Huset Hessen. Hovedstaden var Kassel.
Landgrevskabet opstod i 1567 ved arvedelingen af Landgrevskabet Hessen mellem landgrev Filip den Ædelmodiges fire sønner. Landgrevernes hovedresidens var i Kassel. Under Napoleonskrigene blev landgrevskabet ophøjet til kurfyrstendømme i 1803. Det fortsatte herefter som Kurfyrstendømmet Hessen, der eksisterede frem til det blev indlemmet i Kongeriget Preussen efter Den preussisk-østrigske krig.
Kong Frederik 1. af Sverige og en række danske dronninger stammer fra det Hessen-Kasselske landgrevskab, bl.a. Christian 5.'s Charlotte Amalie, Frederik 6.'s Marie Sophie Frederikke og Europa's svigermor, Louise, Christian 9.'s dronning, der alle var som født prinsesser af Hessen-Kassel.

## Historie
Hessen-Kassel tilhørte Huset Hessens ældre linje, stiftet af Filip 1. den Ædelmodiges ældste søn, landgrev Vilhelm den Vise (1567-1592). Hans søn og efterfølger Moritz den Lærde gik i 1605 over til den reformerte kirke og blev senere indviklet i Trediveårskrigen. Da han 1623 blev tvunget af kejseren til at afstå noget af sit område til Hessen-Darmstadt, overlod han 1627 regeringen til sin søn Vilhelm 5., mens hans tre andre sønner Herman, Frederik og Ernst stiftede sidelinjerne Rotenburg (indtil 1658), Eschwege (indtil 1655) og Rheinfels, hvilken sidste 1693 delte sig i Rheinfels-Rotenburg (indtil 1834) og Rheinfels-Wanfried (indtil 1755). Vilhelm 5. kæmpede i Trediveårskrigen på Sveriges side og fik gentagne gange sit land plyndret af de kejserlige; han døde 1637. Hans søn, Vilhelm 6. (1637-1763), stod indtil 1650 under formynderskab af sin moder Amalie Elisabeth, der ved den Westfalske Fred erhvervede størstedelen af Grevskabet Schaumburg og Abbediet Hersfeld, lige som det lykkedes hende at generhverve en del af det til Hessen-Darmstadt afståede område. Hun indførte førstefødselsretten.

### 1670-1760
Efter Vilhelm 7., der døde som mindreårig i 1670, fulgte hans broder, Karl 1. (1670-1730), mens en tredje broder, Philip, blev stifter af Linjen Hessen-Philippsthal. Karl's ældste søn Frederik giftede sig 1715 med Ulrika Eleonora af Sverige, Karl 12.s søster, og blev 1720 konge af Sverige. 1730 overtog han regeringen i Hessen-Kassel, men udnævnte sin broder Vilhelm til statholder. Han fulgte ham ved hans død 1751 som landgrev Vilhelm 8. Han kæmpede som britisk forbundsfælle i Syvårskrigen (1756–1763) og døde 1760.

### 1760-1815
Vilhelm 8. efterfulgtes af sin katolske søn Frederik 2., der i den nordamerikanske frihedskrig 1776—1784 lod 22.000 mand kæmpe i engelsk sold, hvorfor han fik over 20 mio. thaler. Ved Frederik 2.s død i 1785 fulgte hans søn landgrev Vilhelm 9., der kæmpede mod Frankrig i revolutionskrigene og 1795 tiltrådte Freden i Basel; til gengæld for de 1801 på venstre Rhin-bred afståede landstrækninger fik han 1803 rigsstaden Gelnhausen og enklaverne Fritzlar, Holzhausen og Amoneburg samt kurværdigheden, som han i maj 1803 antog under navn af Vilhelm 1. I 1806 sluttede han overenskomst med Napoleon til opretholdelse af kurfyrstendømmets neutralitet, men undgik dog ikke, da Napoleon ikke stolede på ham, at landet samme år blev besat af franske soldater og ved Freden i Tilsit blev indlemmet i det nyoprettede kongerige Westfalen. På Wienerkongressen 1815 fik han sine lande tilbage og beholdt titel af kurfyrste; Det fortsatte herefter som Kurfyrstendømmet Hessen, der eksisterede frem til det blev indlemmet i Kongeriget Preussen efter Den preussisk-østrigske krig.

## Landgrever af Hessen-Kassel
- 1509-1567: Philipp 1. af Hessen (Filip den ædelmodige)
- 1567-1592: Wilhelm IV (Vilhelm den vise)

- 1592-1627: Moritz den lærde

- 1627-1637: Wilhelm V

- 1637-1663: Wilhelm VI

- 1663-1670: Wilhelm VII

- 1670-1730: Karl I

- 1730-1751: Frederik 1. af Sverige

- 1751-1760: Wilhelm VIII

- 1760-1785: Friedrich II

- 1785-1803: Wilhelm IX, kurfyrste af Kurfyrstendømmet Hessen fra 1803

51°19′11″N 9°29′52″Ø / 51.319722°N 9.497778°Ø